# Napoleón (película de 2023)
Napoleón (en inglés: Napoleon) es una película de drama histórico épico dirigida y producida por Ridley Scott y escrita por David Scarpa. Basada, con numerosas licencias, en la vida de Napoleón Bonaparte, la película relata principalmente su ascenso al poder y su relación con la emperatriz Josefina. La película está protagonizada por Joaquin Phoenix como Napoleón y Vanessa Kirby como Josefina.
En octubre de 2020, Scott anunció Napoleón como su próximo proyecto. Tras retrasos y refundiciones debido a la pandemia de COVID-19, el rodaje comenzó en febrero de 2022 en Inglaterra y duró varios meses. Además del escritor David Scarpa, entre los colaboradores frecuentes de Scott se encontraban el director de fotografía Dariusz Wolski y la montadora Claire Simpson.
Napoleón se estrenó en la Salle Pleyel en París el 14 de noviembre de 2023 y se estrenó en los Estados Unidos y el Reino Unido el 22 de noviembre de 2023 por Columbia Pictures y Apple Original Films, a través de Sony Pictures Releasing y Apple TV+, respectivamente, antes de estrenarse en Apple TV+ en una fecha posterior.

## Trama
En 1793, en plena Revolución Francesa, el joven oficial del ejército Napoleón Bonaparte observa cómo María Antonieta es decapitada en la guillotina (lo cual es un error histórico porque cuando decapitaron a María Antonieta Napoleón estaba sirviendo en el sur de Francia). Más tarde ese año, el líder revolucionario Paul Barras hace que Napoleón dirija el asedio de Toulon; asalta la ciudad y repele los barcos británicos con artillería. Después de que Maximilien Robespierre es depuesto y ejecutado al final del Reinado del Terror, los líderes franceses, incluido Napoleón, intentan restaurar la estabilidad. Nuevamente empleando la artillería, Napoleón reprime la insurrección realista el 13 de Vendémiaire en 1795. Napoleón corteja a la viuda aristocrática Josefina de Beauharnais y ambos acaban casándose. A pesar de su intensa vida sexual, no tienen hijos. 
En Egipto, vuelve a triunfar en la Batalla de las Pirámides en 1798, pero se apresura a volver a casa cuando se entera de que Josefina tiene un amante casi diez años más joven, Hippolyte Charles, esto llega a oídos de Napoleón por el general Michel Ney quien recibe cartas de amor de la criada de Josefina, quien ella es amante de este hombre y le hace parte por correspondencia de la infielidad de su mujer. Napoleón vuelve furioso a la metropolis para descubrir que los periódicos se hacen eco de la aventura. Bonaparte expulsa las pertenencias de Josefina fuera de la casa, cuando ella llega le explica todo y el la perdona solo cuando ella le dice que es el hombre más importante de su vida. El Directorio le critica por abandonar a sus tropas, pero las condena por su pobre liderazgo de Francia y, con varios colaboradores como Talleyrand, Fouché, Sieyès y Ducos, las derroca en el Golpe de Estado del 18 de Brumario y se convierte en Primer Cónsul. En 1804, el Papa corona a Napoleón emperador de Francia y durante esa ceremonia se pone audazmente la corona sobre su propia cabeza. 
El ministro de Asuntos Exteriores, Talleyrand, sugiere a Austria una alianza, pero los austriacos rechazan la idea. Un año después, Napoleón supera en maniobras a los austriacos y los rusos y los derrota en la batalla de Austerlitz, obligándolos a retirarse sobre lagos helados antes de bombardear el hielo y ahogarlos. Después, invita al emperador austriaco Francisco II a tomar vino (a lo que el zar ruso Alejandro I se niega) y le dice a Francisco que, dado que no destruyó totalmente sus ejércitos, espera que este último se lo agradezca. La madre de Napoleón le hace dejar embarazada a una amante, lo que demuestra que Josefina es infértil. En 1810 se divorcia de ella y la abofetea públicamente cuando ella se niega a leer su parte del decreto, pero los dos siguen en buenos términos y continúan intercambiando cartas amistosas. Napoleón se casa con María Luisa de Austria, que tiene un hijo un año después. En 1812, Napoleón invade Rusia después de que Alejandro I de Rusia incumpliera los Tratados de Tilsit. Se impone, a pesar de la sangrienta resistencia guerrillera de los Cosacos del Don, y luego lucha en la enorme batalla de Borodinó, pero encuentra a Moscú vacía y más tarde en llamas. Napoleón se retira durante el invierno a Francia, habiendo perdido alrededor de medio millón de hombres. En 1814, la Coalición fuerza la abdicación de Napoleón y lo exilia a Elba.
En 1815, al enterarse de que Josefina se encuentra mal, Napoleón escapa de la isla y en los Cien Días vuelve al poder en Francia. Ella, que se vio obligada a recluirse en el castillo de Malmaison, muere antes de que él llegue. El Rey Luis XVIII de Francia envía al Quinto Regimiento para detener a Napoleón, pero este los convence para que se unan a él.
En la batalla de Waterloo, en junio, Napoleón, tras haber reunido más tropas, se enfrenta al ejército británico al mando del duque de Wellington. Las cargas de la caballería francesa son rechazadas por los cuadros de infantería británicos, y un desesperado Napoleón insta a sus soldados restantes a avanzar, pero este avance es derrotado por las líneas reorganizadas de infantería enemiga. Las fuerzas del mariscal prusiano Blücher llegan para reforzar a Wellington, y los franceses son derrotados. Mientras Napoleón se retira, saluda a Wellington. Napoleón es exiliado, esta vez a la isla de Santa Elena en medio del océano Atlántico, y se lo ve bromeando con niños, escribiendo sus memorias que serían leídas en todo el mundo y presentando a sus oyentes una versión de la historia en la que él siempre tiene razón. Napoleón, enfermo, se derrumba al oír a Josefina llamarlo para que se reúna con ella. Napoleón muere en 1821. Un epílogo señala que aproximadamente 3 millones de personas murieron en sus guerras.

## Reparto
- Joaquin Phoenix como Napoleón Bonaparte, Emperador de los franceses.
- Vanessa Kirby como Josefina de Beauharnais, emperatriz consorte y la primera esposa de Napoleón.
- Tahar Rahim como Paul Barras, un político que fue el jefe ejecutivo del Directorio durante la Revolución Francesa.
- Rupert Everett como Arthur Wellesley, Duque de Wellington.
- Ben Miles como Armand Augustin Louis de Caulaincourt, un diplomático y asesor cercano de Napoleón.
- Ludivine Sagnier como Teresa Cabarrús, una socialité y mujer noble.
- Matthew Needham como Luciano Bonaparte, hermano de Napoleón.
- John Hollingworth como Michel Ney, alabado como "el más valiente entre los valientes" por Napoleón.
- Youssef Kerkour como Louis Nicolas Davout, uno de los mejores comandantes de Napoleón.
- Sinéad Cusack como Letizia Bonaparte, madre de Napoleón.
- Julian Rhind-Tutt como Emmanuel-Joseph Sieyès

## Producción

### Desarrollo
El 14 de octubre de 2020, el mismo día en que terminó el rodaje de su película El último duelo (2021), Ridley Scott anunció Kitbag como su próximo proyecto para 20th Century Studios, que dirigiría y produciría a partir de un guion escrito por el colaborador de Scott en Todo el dinero del mundo (2017), David Scarpa. El título de la película se derivó del dicho: «Hay un bastón de general escondido en la mochila (kitbag) de cada soldado». Según los informes, Joaquin Phoenix fue contratado para interpretar al líder militar y político francés Napoleón Bonaparte, pudiendo trabajar nuevamente con el director después de Gladiator (2000). Sin embargo, cuando el acuerdo de Scott con 20th Century Studios expiró a finales de 2020, el proyecto estuvo disponible para otros estudios importantes. En enero de 2021, Apple Studios anunció su compromiso de financiar y producir la película, cuyo rodaje estaba previsto para 2022 en el Reino Unido. «Napoleón es un hombre que siempre me ha fascinado», dijo Scott en un comunicado. «Salió de la nada para gobernar todo, pero mientras tanto libraba una guerra romántica con su adúltera esposa Joséphine. Conquistó el mundo para tratar de ganar su amor, y cuando no pudo, lo conquistó para destruirla y se destruyó a sí mismo en el proceso».
Según los informes, la actriz de El último duelo, Jodie Comer, fue la primera opción de Scott para interpretar a la emperatriz Joséphine. Entró en negociaciones para protagonizar el papel en marzo de 2021, confirmó su participación en el reparto en septiembre y dijo: «Aproveché la oportunidad de trabajar con Ridley y su equipo nuevamente y la idea de trabajar con Joaquín, quien es alguien a quien admiro enormemente... Estoy tan emocionada de adentrarme en ese mundo». En noviembre, dijo que su papel «iba a ser otro gran desafío, pero lo que me encanta de los dramas de época es ese tipo de transformación. Incluso ahora, hacer algunas pruebas de vestuario y cabello para Kitbag, es tan emocionante porque se vuelve mucho más fácil salir de uno mismo y entrar en otra persona». El 4 de enero de 2022, Comer reveló su salida de la película debido a los cambios de programación provocados por la pandemia de COVID-19. Vanessa Kirby fue anunciada como su reemplazo más tarde ese día. El 18 de enero de 2022, el productor Kevin J. Walsh dijo que la película había sido retitulada Napoleón. En febrero de 2022, Tahar Rahim se sumó al elenco, en el papel de Paul Barras. El historiador Lorris Chevalier, quien trabajó en El último duelo (2021), se convirtió en el asesor histórico.

### Rodaje

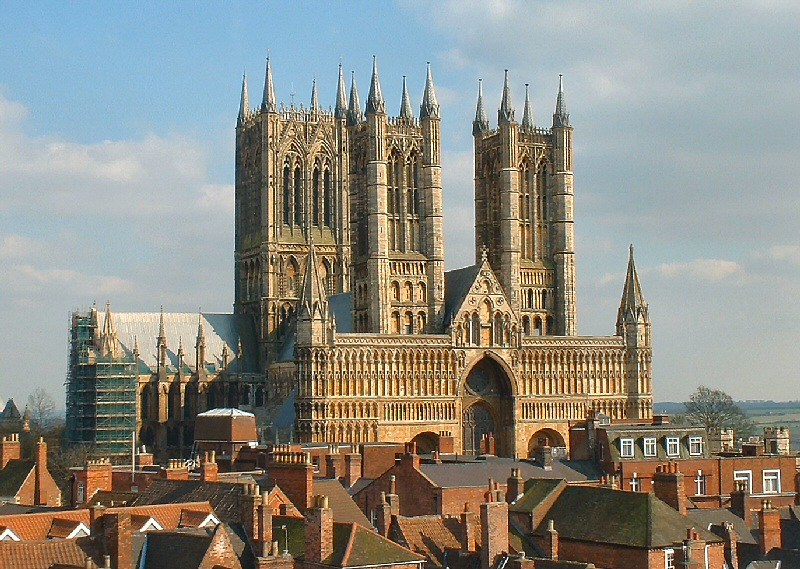
El rodaje inicial tuvo lugar en la Catedral de Lincoln.

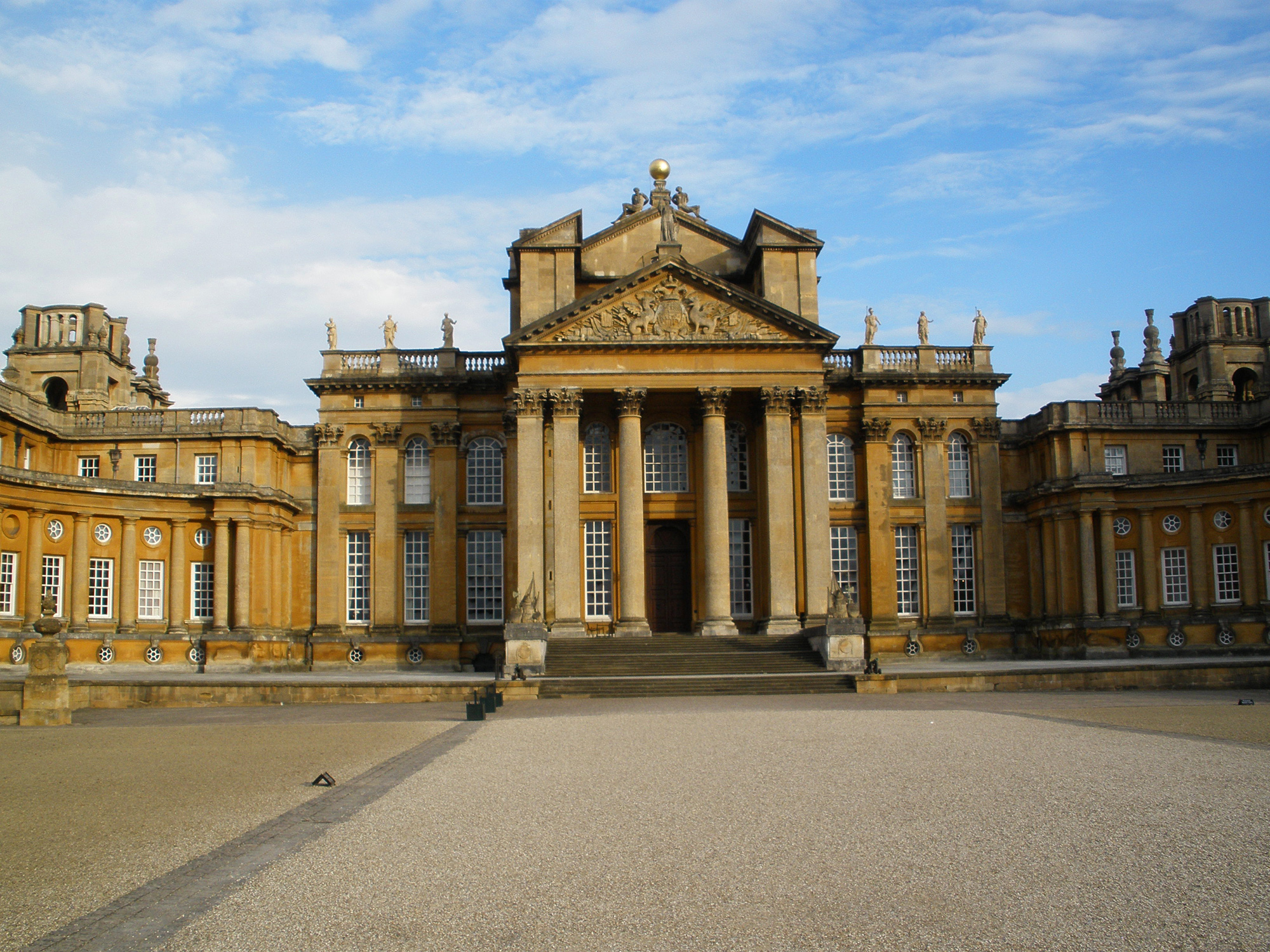
Algunas escenas de batalla y escenas románticas se filmaron en el Palacio de Blenheim.

La producción comenzó en febrero de 2022. La película presenta seis grandes secuencias de batalla, a diferencia de otras películas sobre Napoleón, como Waterloo (1970), que se centró en una sola batalla. El rodaje tuvo lugar en Lincoln, Inglaterra, en marzo de 2022. Según los informes, el equipo pasó una semana preparando la Catedral de Lincoln, que sustituyó a Notre-Dame de París. El rodaje tuvo lugar en la catedral los días 17 y 18 de marzo, entre las 7 y las 19 horas.
El rodaje tuvo lugar en el Palacio de Blenheim en Woodstock, Oxfordshire, y en West Wycombe Park en Buckinghamshire, Inglaterra. También se rodó en Malta durante tres semanas, a partir de mayo de 2022. Fort Ricasoli en Kalkara, Malta, se transformó en el lugar del sitio de Toulon de 1793, donde Napoleón obtuvo su primera victoria.
Scott le dijo a Entertainment Weekly que la producción de la película fue tan exigente que tuvo que adoptar tácticas de estilo militar durante el rodaje. Señaló el avance de Napoleón hacia Rusia como una de las escenas más desafiantes del proyecto, pero logró llevarlo a cabo en colaboración con un equipo capacitado. «Mi equipo hace trajes militares maravillosos como nunca he visto antes», dijo Scott, adelantando la precisión histórica de la vestimenta de la película. «Los trajes son asombrosos, y luego tengo a un experto militar para las secuencias de batallas de causa y efecto. Todo está coordinado. Lo planifico, de una manera divertida, un poco como una batalla».

### Música
Martin Phipps compuso la banda sonora de Napoleón. La película marcó la primera colaboración de Phipps con Scott. La banda sonora fue lanzada por Milan Records el 24 de noviembre de 2023, dos días después del estreno de la película.

## Estreno
Napoleón se estrenó en la Salle Pleyel en París el 14 de noviembre de 2023.
Para el estreno de la película en cines, Apple Original Films se asoció con Sony Pictures Releasing, bajo su marca Columbia Pictures, para ayudar a exhibir la película en todo el mundo. Se estrenó en cines en los Estados Unidos y el Reino Unido el 22 de noviembre de 2023, antes de estrenarse en Apple TV+ en una fecha posterior.
En agosto de 2023, Ridley Scott reveló que tiene una versión de Napoleón del director de cuatro horas y media que explora más de la Emperatriz Joséphine y espera poder estrenarla en cines y en Apple TV+, después del lanzamiento inicial en cines. Scott indicó que el corte planeado por el director duraría cuatro horas y diez minutos.

## Recepción

### Crítica
Napoleón recibió reseñas generalmente mixtas a positivas de parte de la crítica y de la audiencia. En el sitio web agregador de reseñas Rotten Tomatoes, la película posee una aprobación de 58%, basada en 318 reseñas, con una calificación de 6.2/10 y un consenso crítico que dice «Ridley Scott se empeña en demostrar que el emperador está desnudo en Napoleón, una epopeya astutamente divertida con escenas de bravura cuya duración dividida le impide conquistar completamente». De parte de la audiencia tiene una aprobación de 56%, basada en más de 2500 votos, con una calificación de 3,3/5.
El sitio web Metacritic le dio a la película una puntuación de 64 de 100, basada en 62 reseñas, indicando «reseñas generalmente favorables». Las audiencias encuestadas por CinemaScore le otorgaron a la película una «B-» en una escala de A+ a F, mientras que en el sitio IMDb los usuarios le asignaron una calificación de 6.7/10, sobre la base de más de 30 000 votos. En la página web FilmAffinity la película tiene una calificación de 6.1/10, basada en 3140 votos.

### Licencias y errores históricos
Numerosos historiadores han criticado la gran cantidad de licencias históricas o simplemente errores introducidos por los guionistas de la película.
Historiadores como Adam Tooze y Andrew Roberts señalaron que la película ignora los numerosos logros no militares de Napoleón, así como su popularidad entre el pueblo francés. Roberts denunció que la interpretación de Napoleón como un proto-Hitler es «tan cansada como absurda». El historiador Zack White afirmó que la película refleja la propaganda británica contemporánea que denigraba a Napoleón como un «rufián corso». Ellin Stein, escribiendo para Slate, señaló que Napoleón era conocido por su pasión por la literatura y el pensamiento de la Ilustración, muy lejos del soldado grosero que presenta Scott. El historiador francés Patrice Gueniffey calificó la película de «antifrancesa» y llena de imprecisiones históricas, mientras que su colega historiador Romain Marsily encontró la representación de Napoleón «mediocre» y sin tener en cuenta los legados positivos de Napoleón, como el Código Napoleónico. El historiador español Francisco Gracia Alonso llamó a la película «un crimen».
Napoleón no asistió a la ejecución de María Antonieta, ya que en ese momento estaba al mando de las fuerzas en Tolón. La película muestra a un Napoleón derrotado charlando con Wellington, mientras que en realidad los dos hombres nunca se conocieron. El historiador Michael Broers, que trabajó en la película, notó varias imprecisiones en la relación entre Napoleón y Josefina, incluyendo la fecha de su divorcio (1809, no 1807), su desarrollo (Napoleón no abofeteó a Josefina) y su fundamento (se retrata a Josefina alentando el divorcio, cuando en realidad lo temía). Asimismo, la Josefina histórica murió el día antes del exilio de Napoleón a Elba, y no un año después, durante los Cien Días, por lo que no fue un factor en el regreso de Napoleón a Francia.
La película presenta a Napoleón disparando contra las pirámides de Guiza, lo que nunca sucedió. La egiptóloga Salima Ikram señaló que Napoleón tenía en gran estima la Esfinge y las pirámides y las utilizaba como motivación para sus tropas. «Definitivamente no les disparó». En una entrevista con The Times, Scott defendió su descripción del ataque a las pirámides como «una forma rápida de decir que [Napoleón] tomó Egipto».
Acontecimientos muy importantes del reinado de Napoleón, como la Guerra de la Independencia, la campaña de Austria de 1809 y las campañas de 1813 y 1814, se omiten por completo. La descripción que hace la película de la batalla de Waterloo silencia el papel de los ejércitos holandés y alemán. Los mariscales de campo de Napoleón, que desempeñaron un papel clave en sus campañas, están casi ausentes de la película.Atrocidades significativas como el asedio de Jaffa son también omitidas.
El historiador Paul du Quenoy criticó la descripción de las tácticas del campo de batalla de la era napoleónica, especialmente la secuencia de Austerlitz, «una de las pocas batallas que la película describe en detalle». Señaló que los historiadores consideran la emboscada en el hielo como un mito, «un detalle menor cuya relevancia se ha puesto en duda casi desde el momento de la batalla. Napoleón, artillero de formación, nunca dirigió personalmente una carga de caballería, como Scott le muestra haciendo en Borodino y Waterloo. Franz-Stefan Gady, que escribe para Foreign Policy, describió las secuencias de batalla como «una mezcolanza hollywoodiense de tumultos medievales, cañonazos sin sentido y avances de infantería al estilo de la Primera Guerra Mundial». «A pesar de toda la fijación de Scott por las batallas de Napoleón, parece curiosamente desinteresado en cómo las luchó el verdadero Napoleón».
Scott desestimó las críticas sobre las inexactitudes históricas de la película. «Napoleón muere y luego, diez años después, alguien escribe un libro. Luego alguien toma ese libro y escribe otro, y así, 400 [sic] años después, hay mucha imaginación [en los libros de historia]. Cuando tengo problemas con los historiadores, les pregunto: «Disculpa, amigo, ¿estabas allí? ¿No? Bueno, entonces cállate la puta boca». Scott también declaró, respondiendo a las críticas francesas, que «a los franceses ni siquiera les gustan ellos mismos».
La actitud de Scott ha sido criticada por historiadores europeos como un caso de «colonización audiovisual», arguyendo que las graves imprecisiones de su obra no serían toleradas en una película sobre acontecimientos históricos estadounidenses como la Guerra Civil.

### Premios y nominaciones
| Premio                                    | Fecha                   | Categoría                                      | Nominado                                                                | Resultado | Ref.          |
| ----------------------------------------- | ----------------------- | ---------------------------------------------- | ----------------------------------------------------------------------- | --------- | ------------- |
| Premios AACTA                             | 10 de febrero de 2024   | Mejor actriz de reparto                        | Vanessa Kirby                                                           | Pendiente | [ 50 ]        |
| Premios de la Crítica Cinematográfica     | 14 de enero de 2024     | Mejor diseño de vestuario                      | Janty Yates, David Crossman                                             | Nominada  | [ 51 ]        |
| Sociedad de Críticos de Cine de San Diego | 19 de diciembre de 2023 | Mejor fotografía                               | Dariusz Wolski                                                          | Nominada  | [ 52 ]        |
| Sociedad de Críticos de Cine de San Diego | 19 de diciembre de 2023 | Mejor diseño de producción                     | Arthur Max                                                              | Nominada  | [ 52 ]        |
| Sociedad de Críticos de Cine de San Diego | 19 de diciembre de 2023 | Mejor diseño de vestuario                      | David Crossman, Janty Yates                                             | Nominada  | [ 52 ]        |
| Sociedad de Críticos de Cine de San Diego | 19 de diciembre de 2023 | Mejor coreografía de acrobacias                | Napoleon                                                                | Nominada  | [ 52 ]        |
| Premios Satellite                         | 18 de febrero de 2024   | Mejor fotografía                               | Dariusz Wolski                                                          | Nominado  | [ 53 ] [ 54 ] |
| Premios Satellite                         | 18 de febrero de 2024   | Mejor sonido                                   | Napoleon                                                                | Nominada  | [ 53 ] [ 54 ] |
| Premios Satellite                         | 18 de febrero de 2024   | Mejores efectos visuales                       | Napoleon                                                                | Nominada  | [ 53 ] [ 54 ] |
| Premios Satellite                         | 18 de febrero de 2024   | Mejor dirección de arte y diseño de producción | Arthur Max                                                              | Nominado  | [ 53 ] [ 54 ] |
| Premios Satellite                         | 18 de febrero de 2024   | Mejor diseño de vestuario                      | David Crossman, Janty Yates                                             | Ganadores | [ 53 ] [ 54 ] |
| Premios Óscar                             | 10 de marzo de 2024     | Mejor diseño de producción                     | Arthur Max                                                              | Nominado  | [ 55 ]        |
| Premios Óscar                             | 10 de marzo de 2024     | Mejor diseño de vestuario                      | Janty Yates y David Crossman                                            | Nominados | [ 55 ]        |
| Premios Óscar                             | 10 de marzo de 2024     | Mejores efectos visuales                       | Charley Henley, Luc-Ewen Martin-Fenouillet, Simone Coco y Neil Corbould | Nominados | [ 55 ]        |